# Dorothea von Medem
Dorothea von Medem (Anna Šarlota Dorothea von Medem, 3. února 1761, Mežotne – 20. srpna 1821, Löbichau) se narodila v Mežotne v tehdejším Kuronsko-zemgalském vévodství. Po sňatku s posledním kuronským vévodou Petrem Bironem byla známá jako vévodkyně Dorothea Kuronská (Dorothea von Kurland). Vedla mj. proslulý aristokratický salon v Berlíně a vykonávala různé diplomatické povinnosti jménem svého manžela.

## Život
Narodila se jako Anna Charlotte Dorothea, dcera Johanna Fridricha von Medem, říšského hraběte ze staré kuronské šlechty, generálporučíka Ruského impéria, a jeho druhé manželky, Louisy Charlotty von Manteuffel. Její otec vlastnil mnoho statků v Kuronsku. Její starší nevlastní sestrou z otcova předchozího manželství byla básnířka Elisa von der Recke. Mladším bratrem byl ruský diplomat Christoph Johann von Medem, který v Mitavě postavil Medemskou vilu.
6. listopadu 1779 se osmnáctiletá Dorothea stala třetí manželkou 55letého, bezdětného vévody Petra Birona, syna Arnošta Jana Birona. Pár měl šest dětí, dvě z nich však zemřely v dětství. Všechny přeživší děti byly dcery; ta nejmladší, Dorothea von Biron, byla pravděpodobně nemanželská, i když ji vévoda uznal za svou.

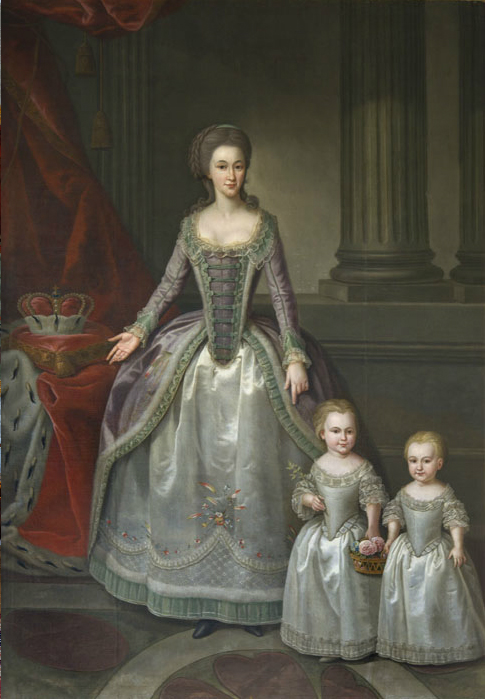
Vévodkyně Kuronská Dorothea se svými dcerami Kateřinou Vilemínou a Pavlínou, kolem roku 1783

Vévodkyně Dorothea byla díky svému postavení i díky své kráse přijata v nejvyšších společenských kruzích. Její manžel byl vzhledem k vážné politické situaci, která postihla jeho panovníka, polského krále (trojí dělení Polska), často posílán na diplomatické mise do Varšavy, Berlína, Karlových Varů a Petrohradu. V Karlových Varech nechal v roce 1791 hrabě Kristián z Clam-Gallasu postavit na její počest chrám Dorothey. Také nedaleký pramen byl pojmenován po vévodkyni Dorotka (Dorotheenquelle).
Během těchto jeho dlouhých nepřítomností se Dorothea od svého manžela odcizila a měla několik milostných afér s jinými muži, např. s polským šlechticem Alexandrem Batowskim, se švédským generálem Gustafem Mořicem Armfeltem a také s francouzským ministrem zahraničí resp. diplomatem, vévodou Charlesem Mauricem de Talleyrand-Périgord. S hrabětem Batowskim zplodila svou (přeživší) čtvrtou dceru Dorotheu, narozenou v roce 1793. Poté se vévodkyně natrvalo přestěhovala do Kuronského paláce (Palais Kurland) na berlínské třídě Unter den Linden, kde zřídila aristokratický salon.
V roce 1794 získala panství Löbichau v Durynsku, kde pobývala v letním období na nově postaveném zámku. Do Löbichau zvala básníky, filosofy, příbuzné a přátele, přijížděla sem také její nevlastní sestra, básnířka Elisa von der Recke. Zámek se stal známým jako Musenhof der Herzogin von Kurland (dvůr múz vévodkyně Kuronské). Mezi hosty patřili také významní muži té doby, jako např. ruský car Alexandr I. Pavlovič, pruský král Fridrich Vilém III., Napoleon Bonaparte, diplomat a vévoda Charles Maurice de Talleyrand-Périgord, diplomat Klemens Václav Metternich a básníci Johann Wolfgang von Goethe či Friedrich Schiller.
Po sňatku její nejmladší dcery Dorothey s Talleyrandovým synovcem, hrabětem Edmondem de Talleyrand-Périgord, v roce 1809 se vévodkyně přestěhovala do Paříže, kde měla intenzivní vztah s vévodou Talleyrandem a ovlivňovala jej, aby se obrátil proti Napoleonovi.
Několik let po smrti vévodkyně Dorothey v Löbichau v roce 1821 byly její ostatky přeneseny do rodinné hrobky v  Zaháni, kde byl již v roce 1800 pohřben její manžel, vévoda Petr Biron.

## Potomci
S Petrem Bironem:
- Kateřina Vilemína (8. 2. 1781 Jelgava – 29. 11. 1839 Vídeň), První manželství 1800 Jules Armand Louis de Rohan (20. 10. 1768 Versailles – 13. 1. 1836 Sychrov), rozvedli se roku 1805, druhé manželství 1806 kníže Vasil Sergejevič Trubeckoj (24. 4. 1776 – 10. 2. 1841), rozvedli se o rok později, třetí manželství 1819 hrabě Karel Rudolf z Schulenburg-Vitzenburgu (2. 1. 1788 – 4. 9. 1856), rozvedli se roku 1828, byla milenkou knížete Metternicha; v Čechách je známa jako paní kněžna z Babičky Boženy Němcové
- Marie Luisa Paulina (19. 2. 1782 Jelgava – 8. 1. 1845 Vídeň),manžel /1800/ kníže Fridrich Heřman Ota Hohenzollernsko-Hechingenský (22. 7. 1776 Namur – 13. 9. 1838 Hechingen)
- Johana Kateřina (24. 6. 1783 Jelgava – 24. 6. 1876 Löbichau, Durynsko), manžel /1801/ Francesco Pignatellidi Acerenza (13. 2. 1766 – 20. 12. 1827/40), rozvedli se roku 1806

S Alexandrem Batowskim (1758–1841):
- Dorothea (21. 8. 1793 – 19. 9. 1862 Zaháň), manželství uzavřeno  1809, Edmond de Talleyrand-Périgord (2. 8. 1787 Paříž – 14. 5. 1872 Florencie), 2. vévoda z Talleyrandu, 2. vévoda z Dino a vévoda ze Záhaně, rozvedli se roku 1824, později udržovala vztah s o 39 let starším vévodou Charlesem de Talleyrand-Périgord (2. 2. 1754 Paříž – 17. 5. 1838 Paříž)

## Galerie

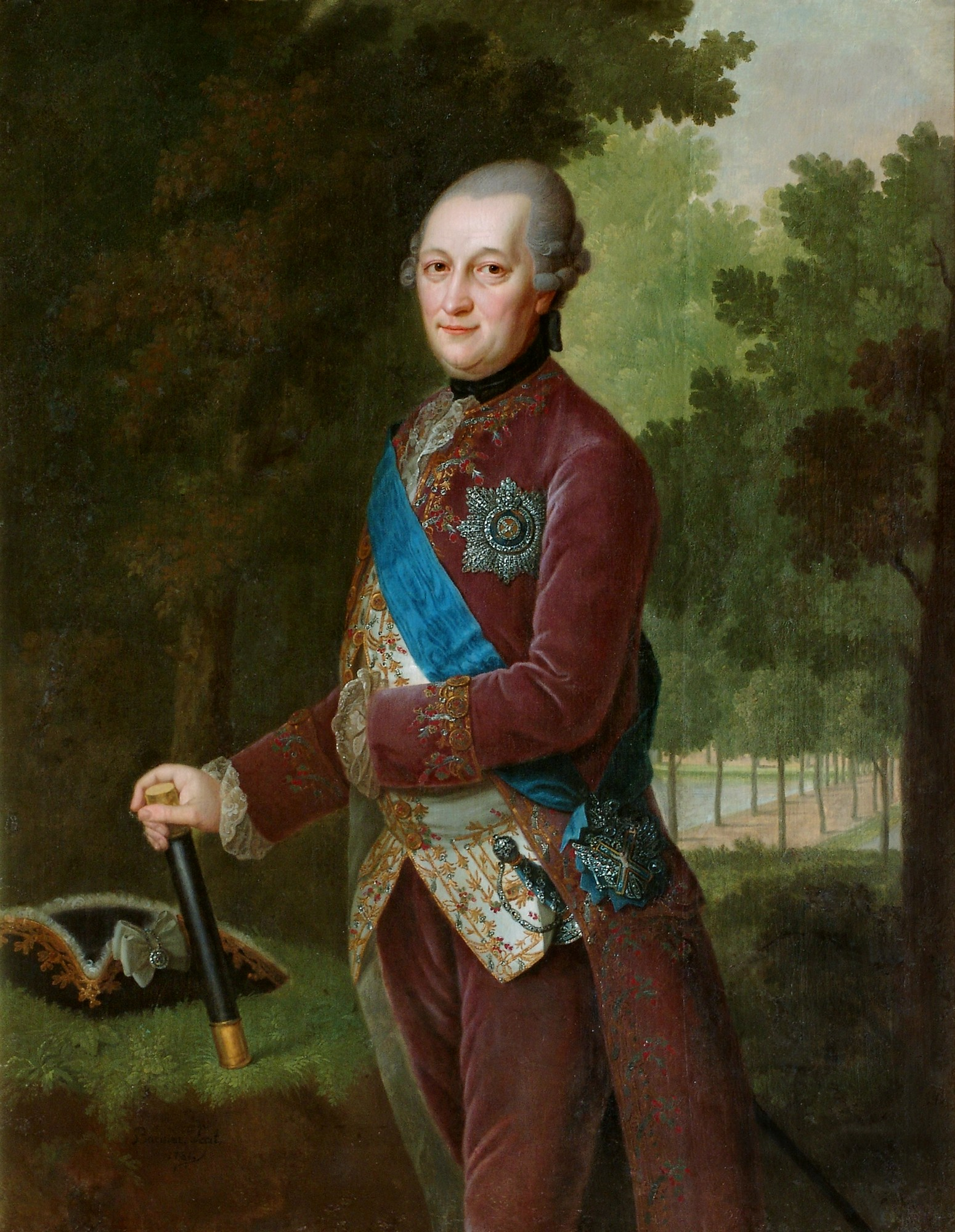
Manžel Dorothey von Medem, vévoda Petr Biron
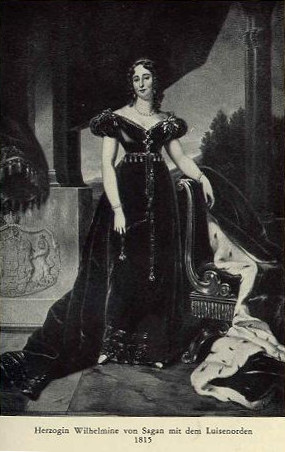
Nejstarší dcera Kateřina Vilemína Zaháňská
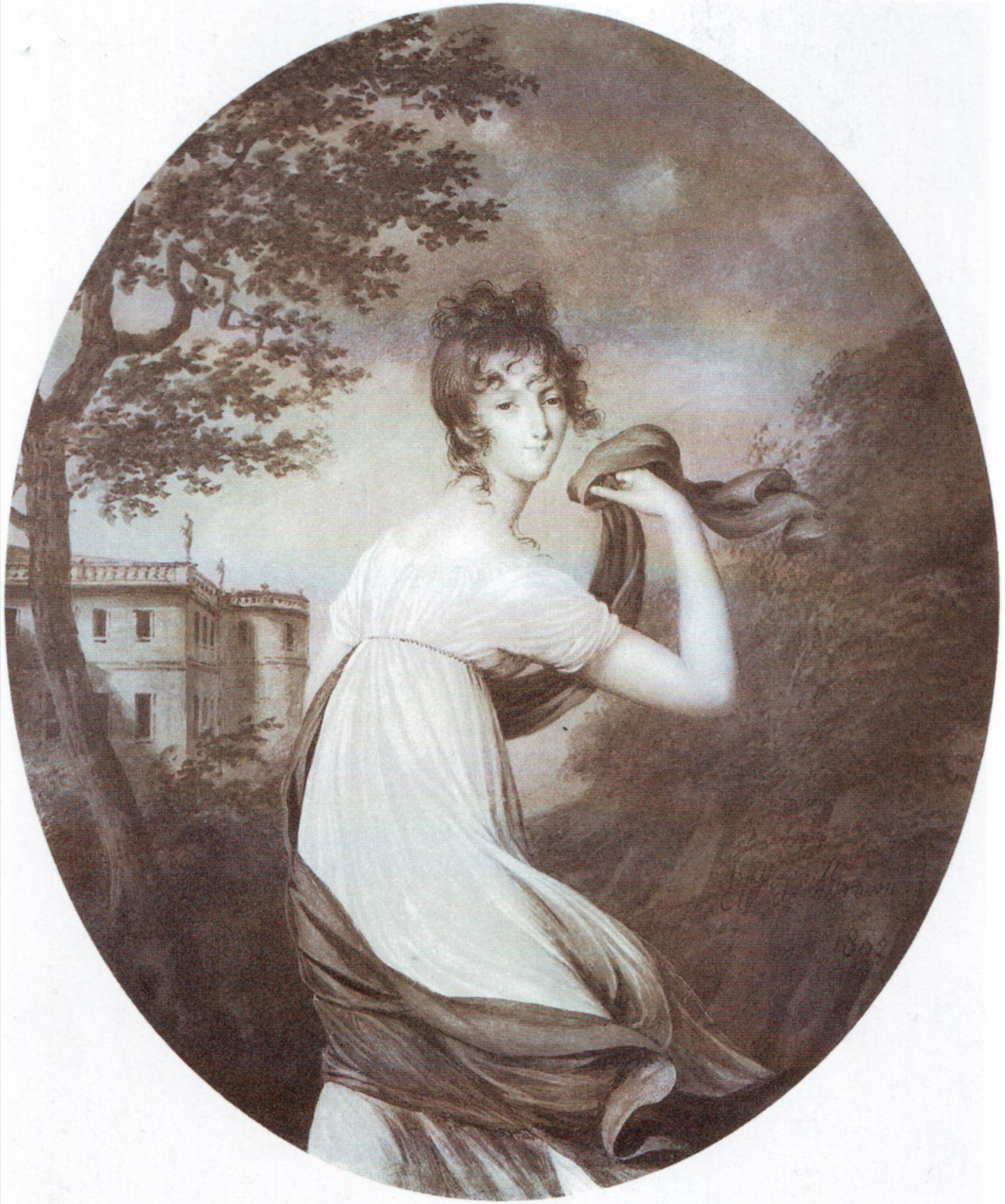
Druhá dcera Pavlína Zaháňská
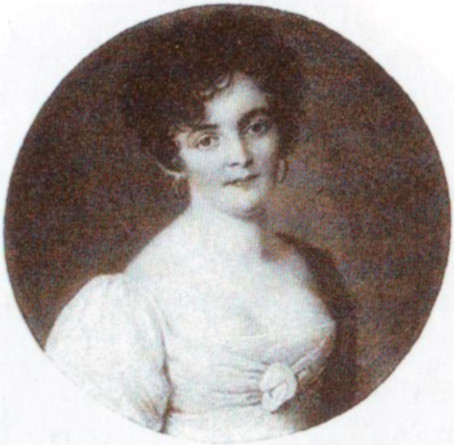
Třetí dcera Johanna Zaháňská
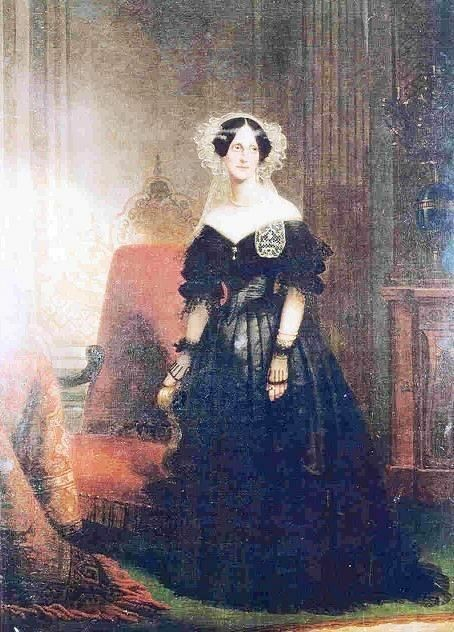
Čtvrtá dcera Dorothea von Biron
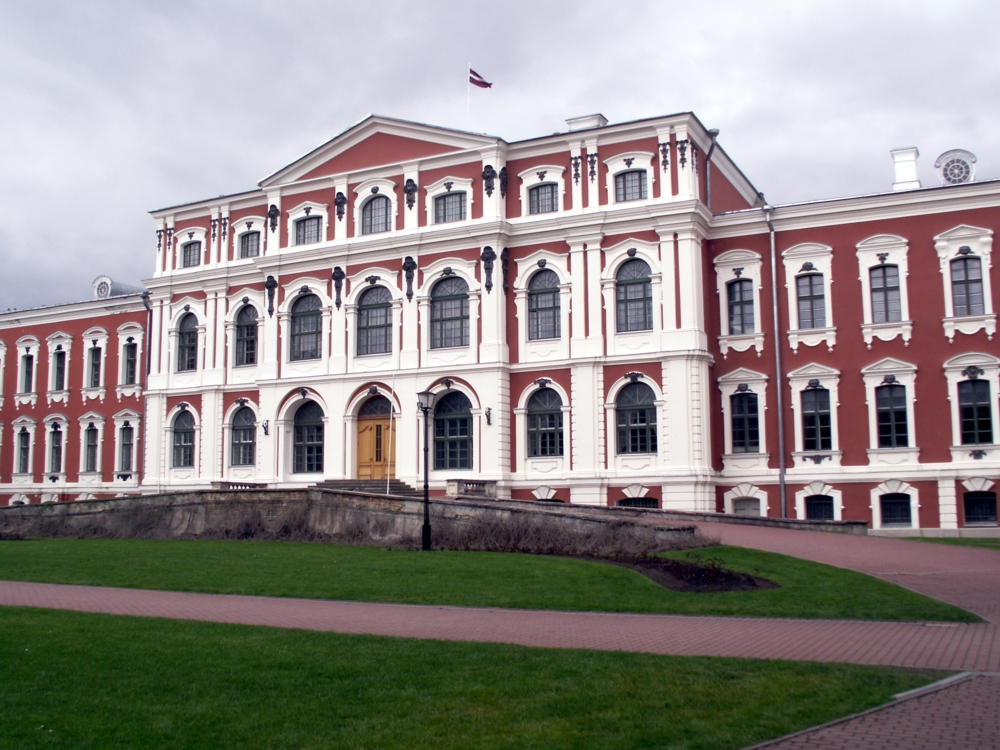
Zámek Jelgava, vévodská rezidence
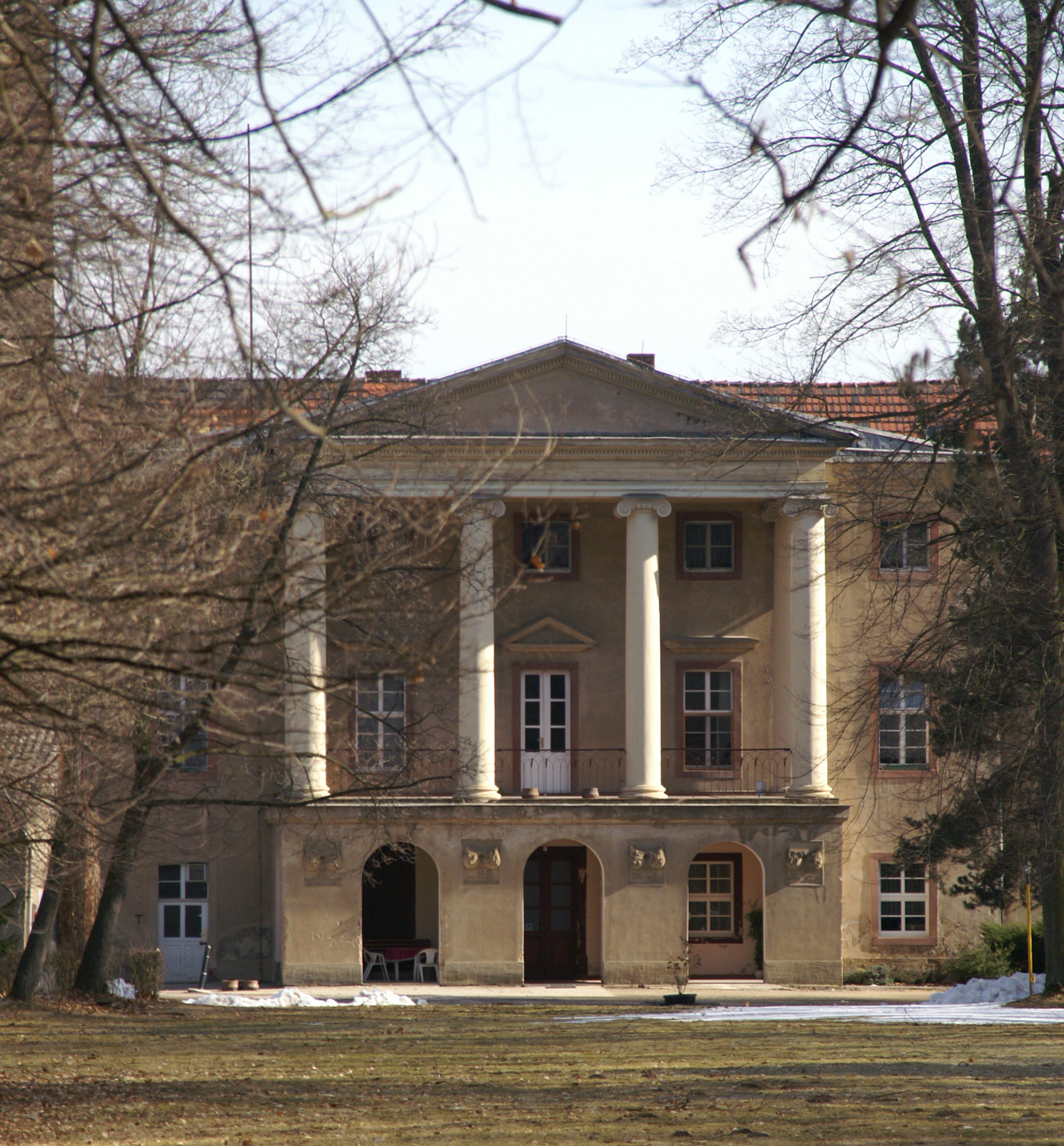
Zámek Löbichau
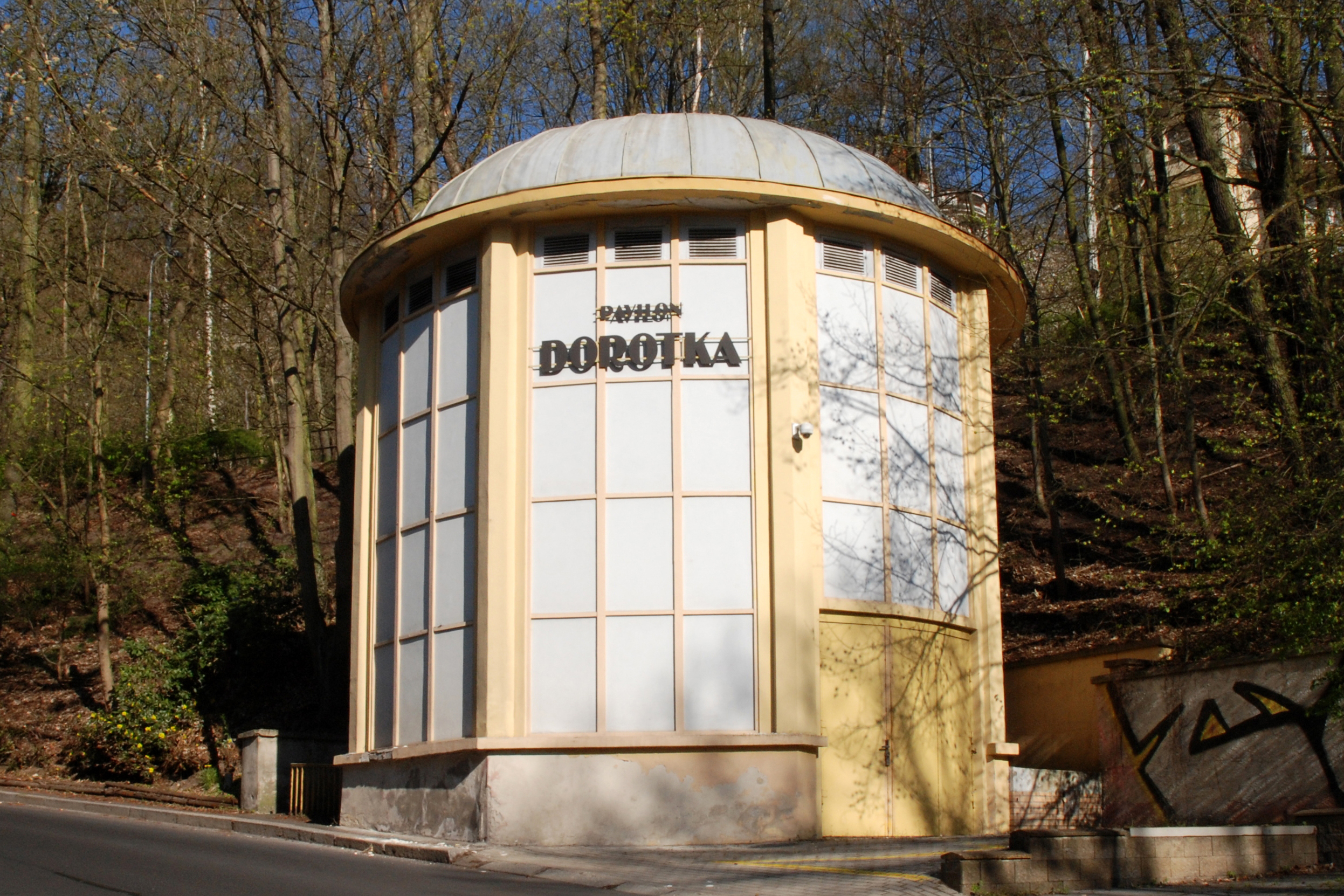
Karlovy Vary, pramen Dorotka pojmenovaný po vévodkyni